# Emilia Chanks
Emily Shanks (en russe : Эми́лия Я́ковлевна Ша́нкс) (en anglais : Emily Shanks), également connue sous le nom de Emilya Yakovlana Shansk, née le 1er août 1857, à Moscou et morte le 13 janvier 1936 à Londres en Angleterre , est une peintre anglo-russe, la première femme devenue membre de la société des Ambulants,.

## Biographie
Emily Shansk nait à Moscou, en Russie, le 1er août 1857 dans une famille britannique. Son père, James Steuart Shanks (en), était orfèvre et fondateur de Shanks & Bolin, Magasin Anglais, un des établissements les plus en vogue de Moscou situé au pont Kouznetski. Deux des huit enfants de James Shanks et de son épouse, Émilie et sa sœur cadette Mary Shanks (1866—?) devinrent des peintres professionnelles et illustrèrent notamment des œuvres de Léon Tolstoï. Louise, sa sœur aînée traduit des romans de Léon Tolstoï en anglais,. À partir de 1882, elle étudie à l' École de peinture, de sculpture et d'architecture de Moscou avec comme professeurs Vladimir Makovski, Illarion Prianichnikov, Vassili Polenov. Elle est diplômée en 1890. Elle obtient une grande médaille d'argent de l'École de peinture, de sculpture et d'architecture de Moscou pour son tableau Lettre de la nounou.
À partir de 1891, elle expose à la société des Ambulants. Elle participe à leurs expositions de 1891 à 1915 (numérotées XIX jusqu'à XXII, de XXV à XXX, XXXII, XXXV à XXXVIII, XL, XLI). En 1894, pour sa toile la tache d'encre elle est admise au sein de la société des Ambulants, étant ainsi la première femme peintre admise à cet honneur.
Elle expose lors de l'exposition artistique et industrielle de toute la Russie à Nijni Novgorod en 1896, à l'exposition de la société des amateurs d'art de Moscou en (1900–1901), à la Galerie Lemercier (1909–1912) à Moscou. Lors d'un voyage à Londres en 1913, elle expose ses œuvres à la Royal Academy (1916, 1918).
Un trait caractéristique de la peinture d'Emily Shank est la présence permanente d'enfants sur ses toiles. Le tableau La nouvelle à l'école a été acquis par Pavel Tretiakov pour sa collection en 1892.
Au début de la Première Guerre mondiale, elle-même et sa famille reviennent à Londres. L'entreprise familiale et la maison familiale disparaissent dans les troubles de la Révolution d'octobre 1917. Emily expose encore ses œuvres à Londres en 1916 et en 1918 .
Emily Shanks meurt en 1936 à Londres, dans le quartier de Kensington.

## Galerie

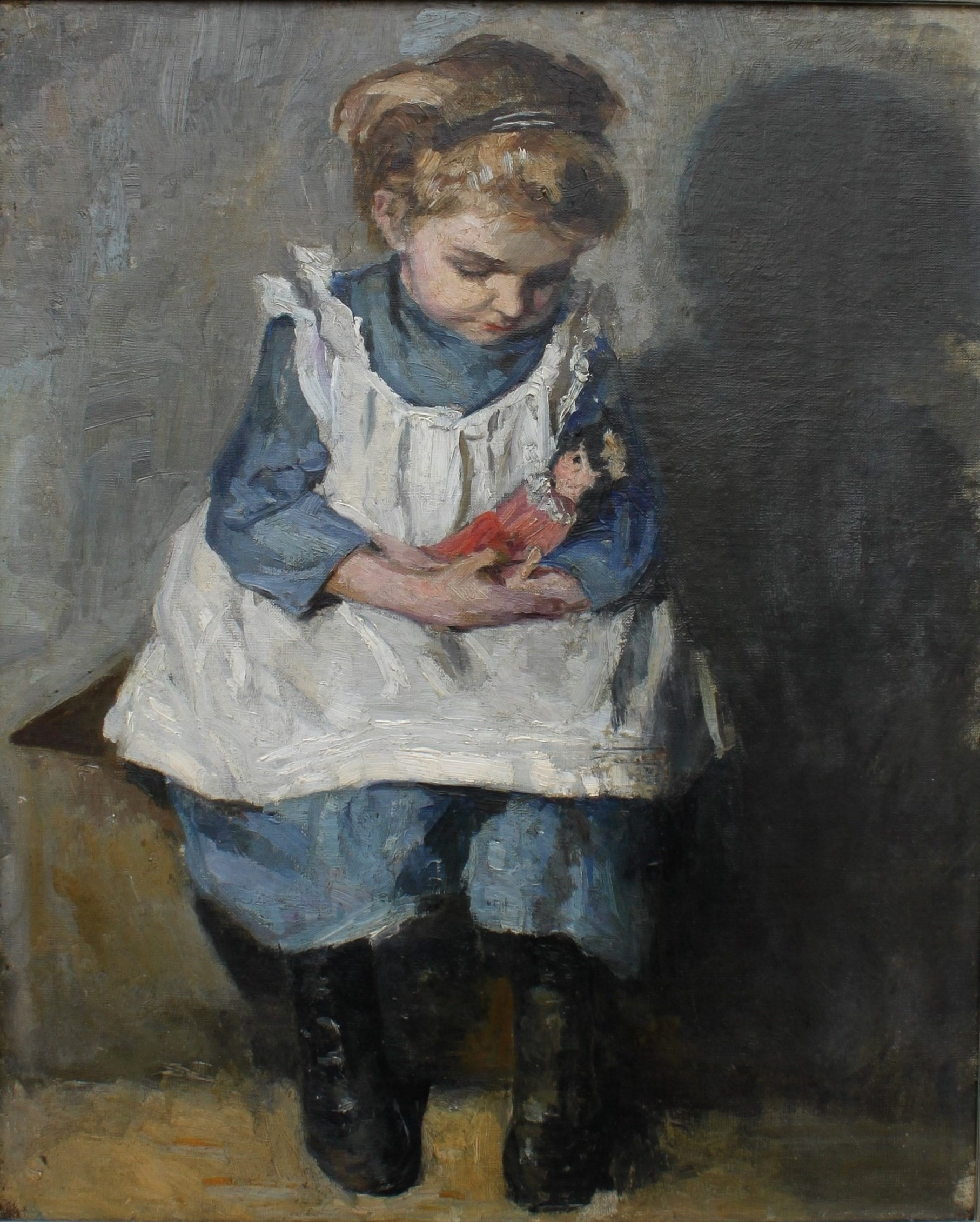
Nanny, (ca. 1900), huile sur toile (collection privée).
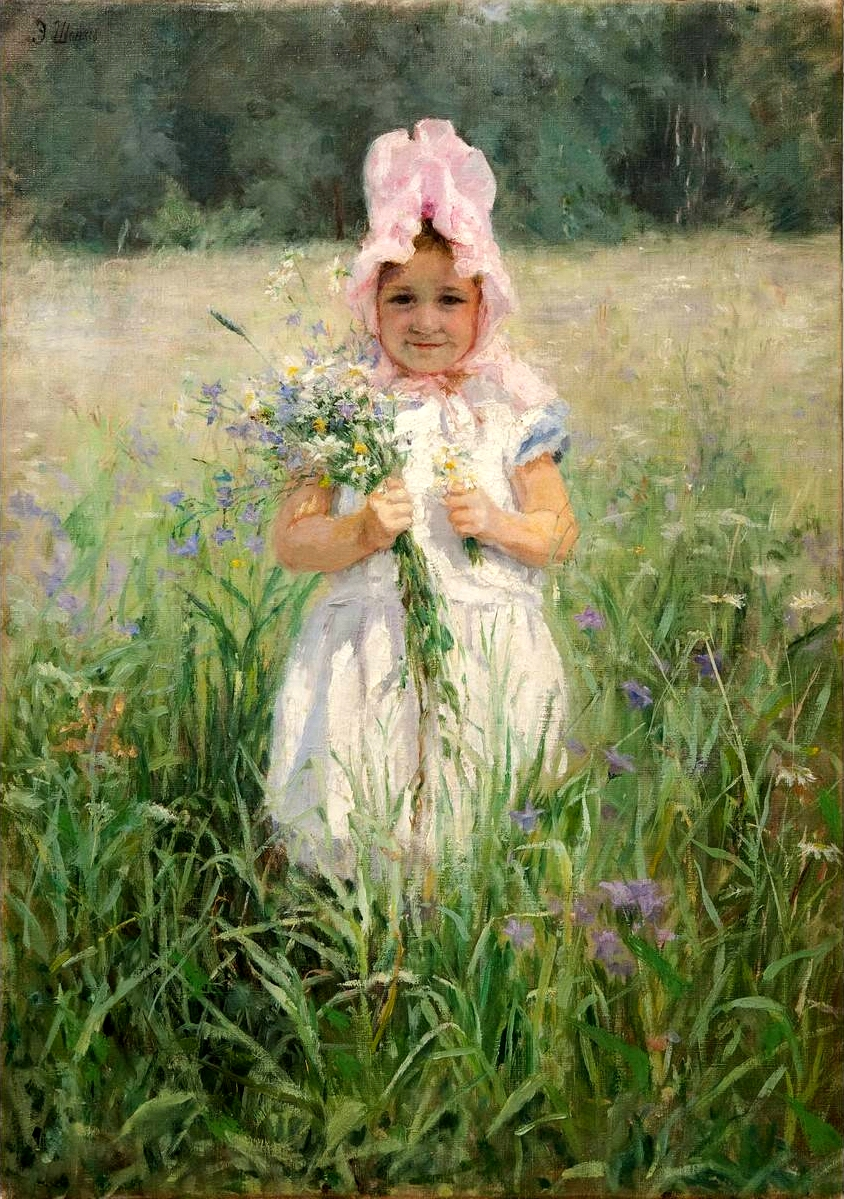
Dans les couleurs (portrait de la fille de Vassili Polenov), (vers 1890-1900), huile sur toile (collection privée).
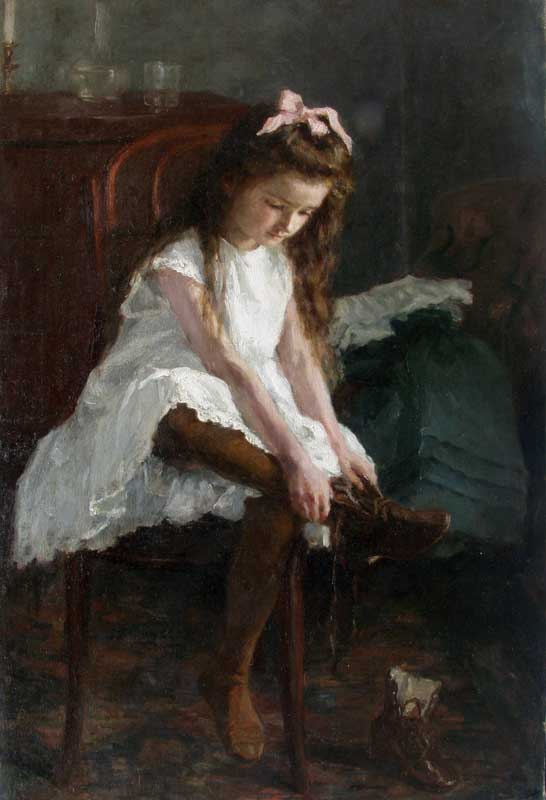
Fillette, (entre 1880-1915), huile sur toile (ollection privée).
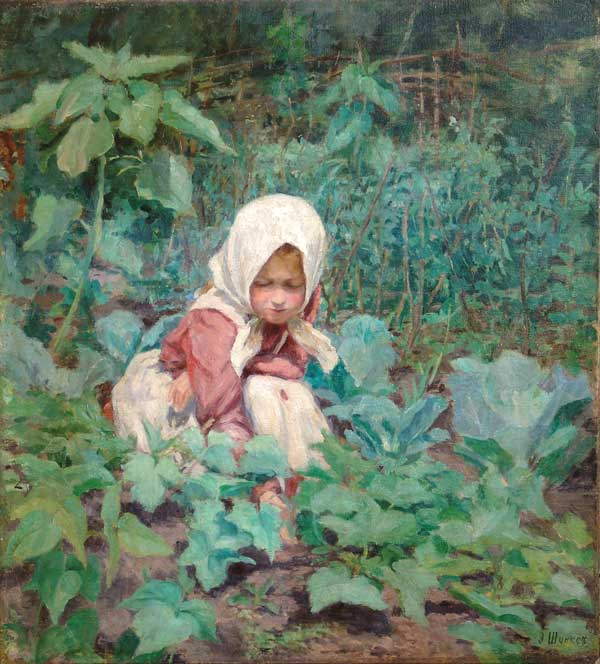
Fillette cueillant des concombres, huile sur toile (collection privée).
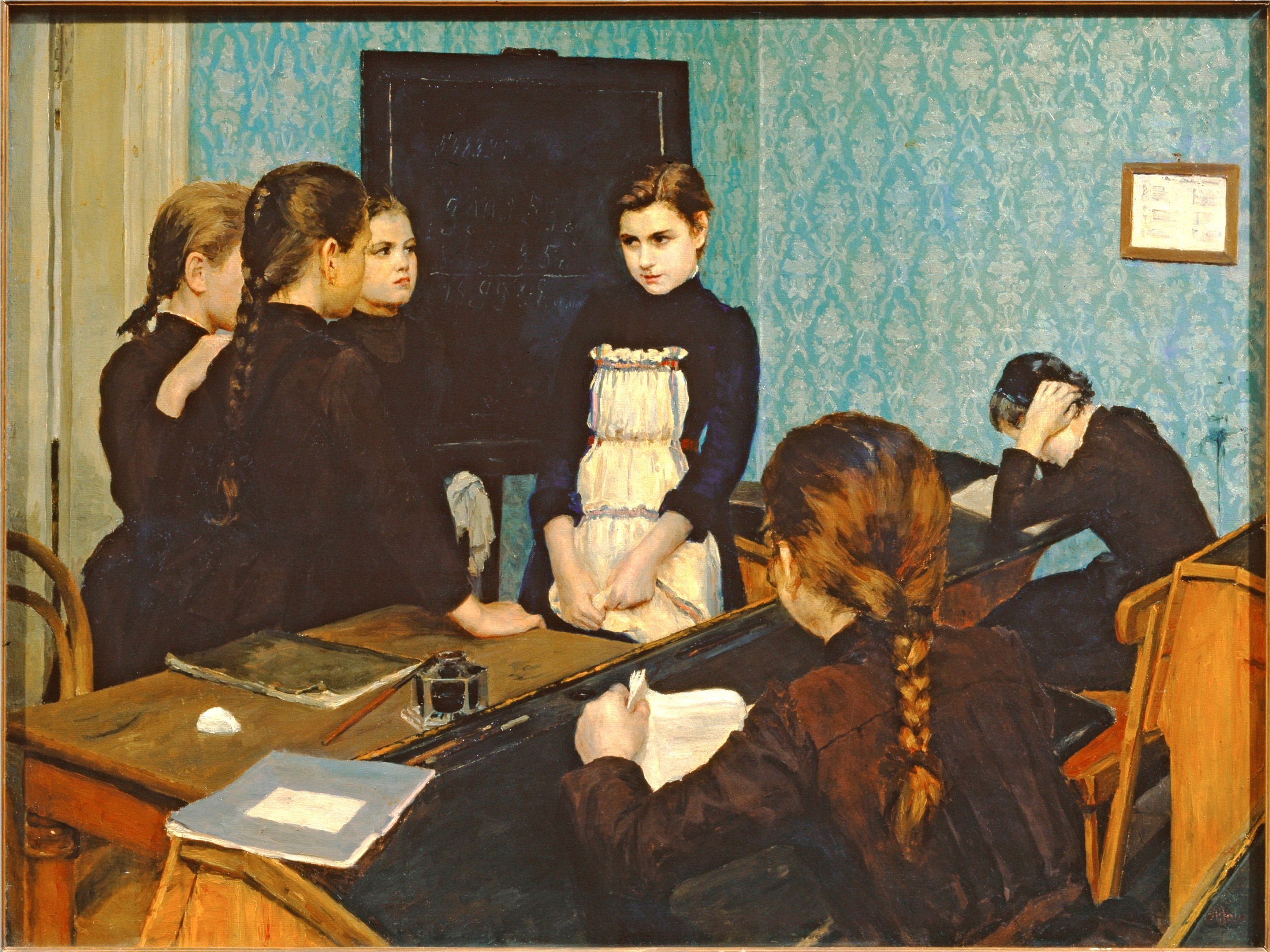
La nouvelle à l'école (1892), huile sur toile (galerie Tretiakov).
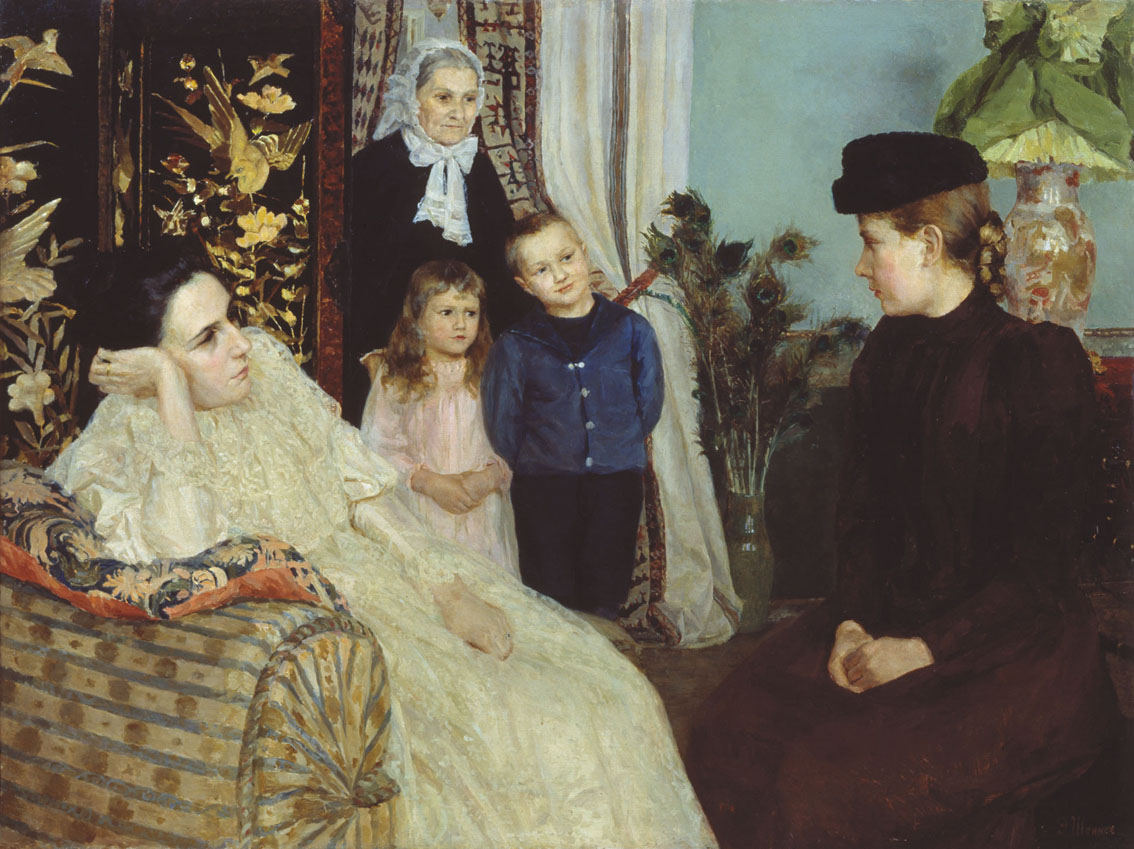
L'arrivée de la gouvernante, huile sur toile (musée de Tioumen des beaux-arts).
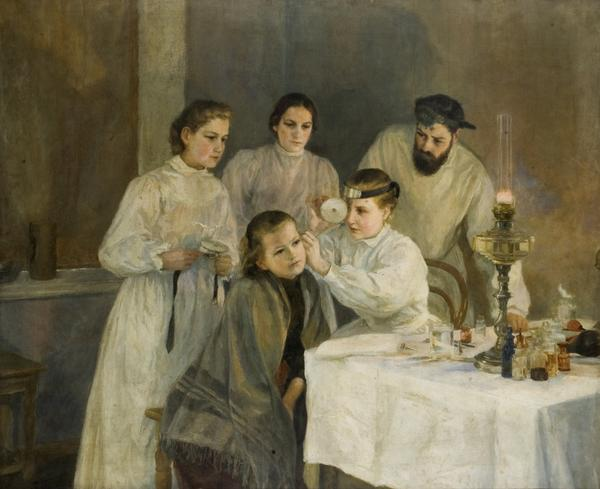
Examen de l'oreille, huile sur toile (musée de  Chelmsford).